# Berlanga (Badajoz)
Berlanga és un municipi de la província de Badajoz, a la comunitat autònoma d'Extremadura.

## Demografia
| 1991  | 1996  | 2001  | 2004  |
| ----- | ----- | ----- | ----- |
| 2.732 | 2.716 | 2.660 | 2.660 |